# Concerto pour violoncelle en mi mineur (Khatchatourian)
Pour les articles homonymes, voir Concerto pour violoncelle en mi mineur.

Le concerto pour violoncelle en mi mineur d'Aram Khatchatourian a été composé en 1946 pour Sviatoslav Knouchevitski. C'est le dernier des trois concertos qu'il a écrit pour les membres du trio Oïstrakh. Les autres étaient : le Concerto pour piano, pour Lev Oborine (1936) ; et le Concerto pour violon, pour David Oïstrakh (1940).

## Histoire
L'œuvre a été créée le 30 octobre 1946 (ou novembre 1946), dans la Grande Salle du Conservatoire de Moscou, avec le dédicataire Sviatoslav Knouchevitski comme soliste. Le chef d'orchestre était Aleksandr Gauk.
L'œuvre a été l'une des raisons pour lesquelles Khatchatourian a été évincé de l'Union des Compositeurs, et lui-même et d'autres compositeurs soviétiques ont été dénoncés pour formalisme dans le décret Jdanov de 1948.
Le Concerto pour violoncelle est le moins connu des trois concertos,, et n'est pas entré dans le répertoire des grands violoncellistes comme les deux autres pour pianistes et violonistes. Il y a relativement peu d'enregistrements.
Le travail fait écho à des expériences douloureuses de Khatchatourian en temps de guerre. Il contient de nombreuses allusions folkloriques et de danses rythmées comme chez les ashoug. Il a été décrit comme plus proche d'une symphonie avec violoncelle que d'un concerto pour violoncelle.

## Mouvements
Les trois mouvements sont les suivants :
1. Allegro moderato
2. Andante sostenuto – attacca
3. Allegro (un battuta).

Le mouvement d'ouverture contient des sections sombres et cite même le Dies Irae. Il est rhapsodique et changeante dans ses humeurs. Il contient une longue cadence, mais un peu par voie de développement thématique.
L'Andante central a été décrit comme « introspectif et mélancolique », « nocturne et séduisante », « dramatique et sévère », et « menaçant, oriental et mélismatique ».
Le troisième mouvement est plein d'agitation et de tension. Cependant, son niveau d'énergie diminue jusqu'à tout près de la fin, quand il se termine par une coda rapide.

## Enregistrements
- Sviatoslav Knouchevitski, violoncelle ; Orchestre symphonique de la radio télévision d'URSS, dir. Alexandre Gaouk (concert, Prague 1er octobre 1946 (?), Supraphon SU4100-2) (OCLC 802691470)
- Sviatoslav Knouchevitski, violoncelle ; Orchestre symphonique de l'État d'URSS, dir. Alexandre Gaouk (1947, LP Melodiya М10-42785-6 / 5CD "Knushevitsky Edition" Brilliant Classics) (OCLC 466469144)
- Christine Walevska, violoncelle ; Orchestre national de l'Opéra de Monte-Carlo, dir. Eliahu Inbal (1973, LP Philips 6500 518) (OCLC 222468786)
- Victor Simon, violoncelle ; Orchestre de la radio de Moscou, dir. Vladimir Fedosseïev (1988, Audiophile) (OCLC 53278480)
- Raphael Wallfisch, violoncelle ; Orchestre philharmonique de Londres, dir. Bryden Thomson (5-6 mai 1987, Chandos CHAN 9866) (OCLC 21329434)
- Tarasova Dudarova, violoncelle ; Orchestre symphonique de Russie, dir. Veronika Doudarova (1994, Olympia OCD 539/Regis) (OCLC 35329635)
- Mats Lidström, violoncelle ; Orchestre symphonique de Göteborg, dir. Vladimir Ashkenazy (concert, 19 janvier 1995, BIS CD-719) (OCLC 884184010)
- Daniel Müller-Schott, violoncelle ; Orchestre symphonique de Birmingham,  dir. Sakari Oramo (15-15 août 2003, Orfeo C 623 041 A) (OCLC 56629340)
- Dmitri Yablonsky, violoncelle ; Orchestre symphonique de Moscou, dir. Maxim Fedotov (20-25 octobre 2007, Naxos 8.570463) (OCLC 884886818)